# El Molí Nou (Vidrà)
El Molí Nou és un molí de Vidrà (Osona) que forma part de l'Inventari del Patrimoni Arquitectònic de Catalunya.

## Descripció
Construcció de planta complexa i irregular, resultat del creixement l'edifici principal. El material constructiu bàsic és la pedra. El complexa consta de dos molins situats a la confluència de la riera de Sant Bartomeu i el riu Gest. Tot i el seu estat d'abandonament, es pot apreciar perfectament el funcionament dels dos molins. Així, hi podem veure el rec, les moles, i el desaigua. Són destacables les arcades dels desaigües d'ambdós molins, perfectament conservades. L'estat enrunat en el que es troben els dos edificis dificulta la reproducció completa de llurs plantes (especialment en el molí superior).

## Història
L'existència de molins a les ribes dels principals rius del Vidranès és coneguda des de la baixa edat mitja. Des dels seus inicis sempre havien estat, com arreu, de titularitat senyorial. El molí Nou, possiblement adscrit al castell de Milany, és el successor d'aquells molins medievals, tot i que els seus murs daten del segle xvi al XVIII. Els avenços tècnics, d'ençà la Revolució Industrial, i els seus emplaçaments en llocs aïllats, foren la causa principal del seu abandonament. El molí Nou, per la seva part, és de cronologia incerta, tot i que, ben segur, va perdre la seva funció al segle xix. Malgrat el seu lamentable estat de conservació, aquest esdevé un excel·lent exemple per estudiar aquesta mena de construccions.